# Ignaz Trebitsch-Lincoln
Ignaz Trebitsch-Lincoln (en húngaro: Trebitsch-Lincoln Ignác, en alemán: Ignaz Thimoteus Trebitzsch; Paks, Imperio austrohúngaro, 4 de abril de 1879 - Shanghái, Gobierno nacionalista de Nankín, 6 de octubre de 1943) fue un aventurero y criminal convicto húngaro. De origen judío, pasó parte de su vida como misionero protestante, sacerdote anglicano, miembro del Parlamento británico en representación de Darlington, político y espía para el Imperio alemán, colaborador nazi, abad budista en China y autoproclamado dalái lama.

## Biografía
Ignácz Trebitsch nació en la localidad húngara de Paks, por aquel entonces parte del Imperio austrohúngaro, en el seno de una familia ortodoxa judía, trasladándose a temprana edad a Budapest. Su padre, Náthán Trebitsch, era originario de Moravia.
De joven fue alumno de la Real Academia Húngara de Arte Dramático, pero tuvo que abandonar sus estudios debido a varios altercados con la policía por cometer pequeños hurtos y robos. En 1897 se marcha a Londres, donde se convierte al cristianismo y es bautizado el día de Navidad de 1899. Es enviado a un seminario luterano en Breklum, Schleswig-Holstein, para ser nombrado pastor protestante. Viajó a Canadá para ejercer como misionero y evangelizar a la población judía establecida en Montreal, primero como presbiterano y posteriormente como anglicano. Sin embargo, regresó a Inglaterra en 1903, adoptando en octubre del año siguiente el apellido Tribich Lincoln y siendo naturalizado británico el 11 de mayo de 1909.
De vuelta en Gran Bretaña, hace amistades con personalidades políticas importantes, entre ellos Seebohm Rowntree, figura destacada del Partido Liberal. Rowntree lo contrata como su secretario personal y le apoya en su nombramiento como miembro del Parlamento por Darlington, en el Condado de Durham. Tras las elecciones generales del Reino Unido de enero de 1910, Trebitsch arrebata el lugar al unionista Herbert Pease hasta noviembre del mismo año, cuando Pease recupera su puesto después de las elecciones.
Debido a problemas financieros, Trebitsch-Lincoln se instala en Rumanía, para dedicarse al negocio del petróleo, si bien este no le reportó los beneficios que esperaba. Retornó a Londres poco antes del estallido de la Primera Guerra Mundial, donde ofrece sus servicios como agente secreto. Fue rechazado por el ejército británico, por lo que se dirige a Países Bajos para trabajar como espía para el Imperio alemán. En Inglaterra, escapa del arresto y huye a Estados Unidos en 1915, donde vende su historia al periódico New York World bajo el título de «Revelación de I. T. T. Lincoln, antiguo Miembro del Parlamento que se convirtió en espía» (en inglés: Revelation of I. T. T. Lincoln, Former Member of Parliament Who Became a Spy) y escribe un libro, Revelaciones de un espía internacional, publicado por Robert M. McBride en Nueva York en 1916.
El Gobierno británico contrató a la Agencia Nacional de Detectives Pinkerton para atrapar a Trebitsch y extraditarlo de vuelta a Gran Bretaña, siendo acusado por las autoridades inglesas de fraude y estafa para ordenar su arresto y devolución a Europa. Fue interno de la Prisión Parkhurst de la isla de Wight durante tres años, hasta que fue deportado en 1919 y su nacionalidad británica quedó revocada.
Asentado en la República de Weimar, Trebitsch se vinculó con la extrema derecha alemana y trabó amistad con figuras destacadas del panorama político alemán como Wolfgang Kapp y Erich Ludendorff. También llegó a conocer personalmente a Adolf Hitler. Con el fracaso del Golpe de Estado de Kapp, Ignaz Trebitsch abandonó Múnich por Viena y Budapest hasta llegar a China, donde termina viviendo como monje budista con el nombre de Chao Kung. En Japón colaboró en la propaganda antibritánica y cuando estalló la Segunda Guerra Mundial contactó a varios dirigentes nazis, ofreciéndose como intermediario para encabezar un levantamiento de los budistas de Asia contra el Imperio británico. Se proclamó nuevo dalái lama tras la muerte del decimotercer dalái lama, medida que fue apoyada por los japoneses pero rechazada por los tibetanos.
El jefe de la Gestapo en el Extremo Oriente, el coronel de las SS Josef Meisinger, instó a que se prestara seria atención al plan propuesto por Trebitsch, que contó con el entusiasmo y apoyo de Heinrich Himmler y de Rudolf Hess. Después de la huida de Hess a Escocia en 1941, la proposición de Ignaz Trebitsch fue desestimada, aunque se cree que continuó brindando apoyo e información a los nazis hasta su muerte en 1943. No obstante, en respuesta a una carta de protesta por la Solución Final que Trebitsch-Lincoln había escrito a Hitler, los altos mandos nazis solicitaron al gobierno de ocupación japonés en Shanghái que eliminaran a Trebitsch utilizando un veneno; se desconoce si los japoneses acataron la petición alemana, si bien es cierto que Ignaz Trebitsch-Lincoln falleció el 6 de octubre de 1943 a la edad de 64 años debido a problemas estomacales, relacionados con un posible envenenamiento. Yosef Nedava, quien asistió a su funeral, asumió que el ataúd probablemente estuviera vacío. En 1956 escribió la biografía de Trebitsch en hebreo.